# Quartiermacher
Quartiermacher ist eine altertümliche Bezeichnung für den Fourier in militärischen Diensten und für besondere Bienen, die Nistplätze anzeigen.

## Beschreibung
Der Begriff leitet sich von der Tätigkeit des „Quartier machens“ ab. Ursprünglich wurde der Begriff im Militärwesen für Personen verwendet, sie sich um die Einquartierung von Landsknechten und Soldaten gekümmert haben. Der Quartiermacher oder Fourier war beim Militär dem Quartiermeister unterstellt.
Auch in der Imkerei ist der Begriff Quartiermacher für sogenannte „Spurbienen“ bekannt, die geeignete  Orte zur Niederlassung von Schwarmbienen gesucht und angezeigt haben.